# Silvio Moser
Silvio Moser, švicarski dirkač Formule 1, * 24. april 1941, Zürich, Švica, † 26. maj, 1974, Locarno, Švica.
Debitiral je v sezoni 1966, ko je nastopil le na dirki za Veliko nagrado Nemčije, kjer pa mu zaradi okvare dirkalnika sploh ni uspelo štartati. Tudi v naslednji sezoni 1967 je nastopil le na eni dirki za Veliko nagrado Velike Britanije, kjer je odstopil. V sezoni 1968 je nastopil na štirih dirkah, toda uvrstitev je dosegel le na dirki za Veliko nagrado Nizozemske, kjer je s petim mestom dosegel svojo najboljšo uvrstitev v karieri. V sezoni 1969 je dosegel še svojo drugo in zadnjo uvrstitev med dobitnike točk na dirki za Veliko nagrado ZDA, kjer je zasedel šesto mesto. V naslednji sezoni 1970 na petih dirkah ni dosegel uvrstitve, tudi na svoji zadnji dirki karieri za Veliko nagrado Italije v sezoni 1971 je odstopil. Leta 1974 je umrl za posledicami nesreče na dirki športnih dirkalnikom na italijanskem dirkališču Autodromo Nazionale Monza.

## Popolni rezultati Formule 1
(legenda) (odebeljene dirke pomenijo najboljši štartni položaj, poševne pa najhitrejši krog, †-uvrščen kljub odstopu)
| Leto | Moštvo                 | Šasija          | Motor               | 1   | 2   | 3       | 4       | 5       | 6       | 7     | 8       | 9       | 10      | 11     | 12  | 13  | Prv | Toč |
| ---- | ---------------------- | --------------- | ------------------- | --- | --- | ------- | ------- | ------- | ------- | ----- | ------- | ------- | ------- | ------ | --- | --- | --- | --- |
| 1966 | Silvio Moser           | Brabham BT16 F2 | Cosworth Straight-4 | MON | BEL | FRA     | VB      | NIZ     | NEM DNS | ITA   | ZDA     | MEH     |         |        |     |     | -   | 0   |
| 1967 | Charles Vögele         | Cooper T77      | ATS V8              | JAR | MON | NIZ     | BEL     | FRA     | VB Ret  | NEM   | KAN     | ITA     | ZDA     | MEH    |     |     | -   | 0   |
| 1968 | Charles Vögele         | Brabham BT20    | Repco V8            | JAR | ŠPA | MON DNQ | BEL     | NIZ 5   | FRA     | VB NC | NEM     | ITA DNQ | KAN     | ZDA    | MEH |     | 23. | 2   |
| 1969 | Silvio Moser           | Brabham BT24    | Cosworth V8         | JAR | ŠPA | MON Ret | NIZ Ret | FRA 7   | VB      | NEM   | ITA Ret | KAN Ret | ZDA 6   | MEH 11 |     |     | 16. | 1   |
| 1970 | Silvio Moser           | Bellasi         | Cosworth V8         | JAR | ŠPA | MON     | BEL     | NIZ DNQ | FRA DNQ | VB    | NEM DNQ | AVT Ret | ITA DNQ | KAN    | ZDA | MEH | -   | 0   |
| 1971 | Jolly Club Switzerland | Bellasi         | Cosworth V8         | JAR | ŠPA | MON     | NIZ     | FRA     | VB      | NEM   | AVT     | ITA Ret | KAN     | ZDA    |     |     | -   | 0   |